# Euphagus
Az Euphagus a madarak osztályának verébalakúak (Passeriformes) rendjébe és a csirögefélék (Icteridae) családjába tartozó nem.

## Rendszerezésük
A nemet John Cassin amerikai ornitológus írta le 1867-ben, jelenleg az alábbi 2 faj tartozik ide:
- fakó lápicsiröge (Euphagus carolinus)
- kékfejű lápicsiröge (Euphagus cyanocephalus)

## Előfordulásuk
Észak-Amerika északi részén fészkelnek. Telelni délebbre vonulnak, eljutnak Közép-Amerikáig.

## Megjelenésük
Testhossza 21–23 centiméter közötti. A nemek tollazata eltérő.

## Életmódjuk
Gerinctelenekkel táplálkoznak, de fogyasztanak kisebb gerinceseket, magvakat és gyümölcsöket is.